# 勒扎河
57°12′51″N 28°8′19″E / 57.21417°N 28.13861°E
勒扎河（俄语：Лжа），是東歐的河流，位於拉脫維亞和俄羅斯，屬於烏特羅亞河的右支流，發源自大盧扎湖，河道全長156公里，流域面積1,540平方公里。